# 1726 Hoffmeister
För andra betydelser, se Hoffmeister.
1726 Hoffmeister eller 1933 OE är en asteroid i huvudbältet, som upptäcktes 24 juli 1933 av den tyske astronomen Karl Wilhelm Reinmuth i Heidelberg. Den har fått sitt namn efter den tyske astronomen Cuno Hoffmeister.
Asteroiden har en diameter på ungefär 25 kilometer. Den tillhör och har givit namn åt asteroidgruppen Hoffmeister.